# Plajzi
Plajzi es un despoblado de Croacia situado en el municipio de Delnice, en el condado de Primorje-Gorski Kotar.

## Demografía
| Gráfica de población de Plajzi 1857-2011                           |
|                                                                    |
| Según los censos de población de la Oficina de Estadísticas Croata |